# Jasionka
Jasionka [pronunciación en polaco: /jaˈɕɔnka/] es un pueblo ubicado en el distrito administrativo de Gmina Zgierz, dentro del condado de Zgierz, Voivodato de Łódź, en el centro de Polonia. Se encuentra a unos 12 kilómetros al norte de Zgierz y a 20 kilómetros al norte de la capital regional Łódź.